# Кабусікі-ґайся
Кабушікі-ґайшя (яп. 株式会社) — один з видів корпорацій або компаній (яп. 会社 «кайшя»), визначений в рамках японського законодавства. Також використовується варіант написання «кабушікі-кайшя», який переважав у словниках до 1960-х років.
Термін може використовуватися перед назвою компанії або після. В самій Японії «кабушікі-ґайшя» частіше за все перекладається як «Co., Ltd.». В зарубіжних текстах термін перекладається як «акціонерні компанії».